# (37458) 5008 P-L
5008 P-L (asteroide 37458) é um asteroide da cintura principal. Possui uma excentricidade de 0.02667110 e uma inclinação de 7.34551º.
Este asteroide foi descoberto no dia 22 de outubro de 1960 por Cornelis Johannes van Houten e Ingrid van Houten-Groeneveld e Tom Gehrels em Palomar.